# جايرو
جايرو، (بالإنجليزية:  Gairo)‏، (سردينيا: Gàiru)، هي بلدية في مقاطعة نوورو في المنطقة الإيطالية سردينيا، وتقع على بعد حوالي 80 كيلومترا (50 ميل) شمال شرق كالياري، وحوالي 30 كيلومترا (19 ميل) جنوب غرب تورتولي. في 31 ديسمبر 2004، بلغ عدد سكانها 1663 نسمة وتبلغ مساحتها 78.4 كيلومتر مربع (30.3 ميل مربع).

## السكان
في سنة 1861 بلغ عدد السكان 853 نسمة، وتطور العدد ليصل في سنة 2011 لـ 1٬514 نسمة.
يظهر هذا المخطط البياني تطور النمو السكاني لـ جايرو